# Wish gone Amiss
Wish Gone Amiss sont trois épisodes spéciaux de trois séries de Disney Channel sortie le vendredi 13 juillet 2007 sur le réseau Disney Channel aux États-Unis.

## Synopsis
Imaginez la même étoile filante passant chez Cory, Miley (alias Hannah Montana), Zack et Cody à votre avis quel vœux feront-ils ?
Hannah, Cory, Zack et Cody imaginent tous une vie différente, mais aucun d'entre eux ne pense aux conséquences.
Wish Gone Amiss est formé de trois parties :
- Partie 1: Cory est dans la place

Gone Wishin
Cory voit qu'en se faisant de l'argent il peut encore aller plus loin, et quand une étoile filante passe sous ses yeux il fait le rêve de devenir président des États-Unis. Quand son rêve se réalise il comprend qu'être président n'est pas aussi bien qu'il l'imaginait.
- Partie 2: Hannah Montana

When You Wish You Were The Star (Quand tu souhaites être une star)
Miley Stewart en a marre de vivre la vie de double star, être Hannah Montana tous les jours doit être super, quand une étoile filante passe sous ses yeux elle fait le rêve de devenir Hannah Montana jour et nuit, sans que Miley Stewart existe, et quand son rêve se réalise elle s'aperçoit qu'être une super star tous les jours n'est pas aussi facile !
- Partie 3 : La Vie de palace de Zack et Cody

Super Twins (Les supers jumeaux)
Zack et Cody ne font que d'être grondés à l'hôtel Tipton, et quand une étoile filante passe sous leurs yeux, ils font le rêve de devenir des super héros, et quand leurs rêves se réalisent ils vont réfléchir à deux fois avant de refaire le même vœu.

## Distribution
- Kyle Massey : Cory Baxter
- Rondell Sheridan : Victor Baxter
- Jason Dolley : Newton "Newt" Livingston III
- Maiara Walsh : Meena Parook
- Madison Pettis : Sophie Martinez
- John Aquino : Président Richard Martinez
- Miley Cyrus : Miley Stewart/ Hannah Montana
- Billy Ray Cyrus : Robby Stewart/ Robby Ray
- Jason Earles : Jackson Stewart
- Mitchel Musso : Oliver Oken
- Emily Osment : Lilly Truscott
- Shanica Knowles : Amber Addison
- Anna Maria Perez de Tagle : Ashley Dewitt
- Frances Callier : Roxy
- Dylan Sprouse : Zack Martin
- Cole Sprouse : Cody Martin
- Brenda Song : London Tipton
- Ashley Tisdale : Maddie Fitzpatrick
- Phill Lewis : Mr.Moseby